# Fritidsbanken
Fritidsbanken är ideell organisation som samlar in sport- och friluftsprylar, exempelvis skidor, pjäxor, skridskor, inlines och flytvästar, och lånar ut den gratis i upp till 14 dagar. Utrustningen, som är begagnad, skänks av privatpersoner, företag och organisationer.
Den första Fritidsbanken öppnade januari 2013 i Deje, Forshaga kommun i Värmland. Det var Carina Haak, diakon i Forshaga-Munkfors församling, som fick idén och tog initiativet tillsammans med Forshaga kommun och projektet Ett Öppnare Värmland och första året lånades över 1000 artiklar ut. 
2014 öppnades Fritidsbanken i Grums och Lidköping och därefter har allt fler kommuner följt efter. Visionen är att det ska finnas minst en Fritidsbank i varje svensk kommun. 
Gemensamt för alla Fritidsbanker är, förutom namnet, själva grundpelarna: Alla får låna, Allt är gratis och Återanvänd utrustning. 
I oktober 2016 inledde Riksidrottsförbundet ett samarbete med Fritidsbanken för att utveckla verksamheten, skapa ett långsiktigt lokalt engagemang och möjliggöra för fler att börja idrotta.
Fritidsbanken Sandviken hette från början Sportbiblioteket och anslöt sig till Fritidsbankens organisation i mars 2017. Fritidsbanken Trelleborg startade som Sportoteket och bytte namn i mars 2017. Fritidsbanken Luleå och Kalix startade också som Sportoteket och bytte namn i september 2017, Haparanda gjorde detsamma i oktober 2018 och Sundsvall i januari 2020.
Den 10 september 2017 genomfördes Ge Bort Till Sport-dagen av TV4, under ledning av initiativtagaren Ida Björnstad, då 29 ton sport- och fritidsutrustning samlades in på 57 orter i Sverige. Insamlingen direktsändes i TV4:s Nyhetsmorgon från Idrottens Dag i Hagaparken, Stockholm och Fritidsbanken i Karlstad. Den insamlade utrustningen skänktes till Fritidsbanken som lånar ut den i sin ordinarie verksamhet.

## Finansiering
De olika fritidsbankerna finansieras oftast av de kommuner de arbetar inom.
Fritidsbanken Sverige har under 2023 även fått bidrag från:
- Riksidrottsförbundet
- Sveriges centralförening för idrottens främjande (SCIF)
- Kronprinsessan Margaretas minnesfond
- Stiftelsen Frimurare Barnhuset i Stockholm
- Region Värmland
- Västra Götalandsregionen
- Allmänna Arvsfonden
- Radiohjälpen Kronprinsessan Victorias fond

## Utmärkelser
- Årets Klimathjälte av Bixia 2023
- Årets Återanvändare 2022 på Återvinningsgalan
- Bris-priset 2021 av Bris
- Årets Peppare 2020 av Generation Pep och Riksidrottsförbundet på Idrottsgalan
- Fair Play-priset 2019 av Stadium och Idrottsgalan[10]
- SHINE Competition - Sveriges första innovationstävling för fysisk aktivitet och hälsa[11] 2018
- Årets Initiativ - ideella sektorns pris för sociala insatser[12] 2016
- Svenska Barnidrottspriset[13] 2015
- Swedish Recycling Awards[14] hederspris 2013
- Utmärkelsen "Miljönär" [15] 2015 av Avfall Sverige[16]